# Fantasia on Greensleeves
Fantasia on Greensleeves ist eine Liedbearbeitung von Ralph Vaughan Williams und Ralph Greaves aus dem Jahr 1934 für Streicher sowie optionale Harfe und Flöten. Sie zählt zu den bekanntesten Werken Williams’ und wird gelegentlich als dessen internationales Aushängeschild bezeichnet. Die Dauer des Stücks beträgt je nach Einspielung zwischen vier und fünf Minuten.

## Hintergrund
Neben Williams’ Liebe zu Volksliedern bzw. Folk Songs, die sich durch sein gesamtes musikalisches Schaffen zieht, zeigt sich spätestens ab den 1920er Jahren die Tendenz, neben seinen größeren, ernsteren Werken auch Gelegenheitskompositionen zu schaffen, die für Laien spielbar sind, ohne ihnen auf den Leib geschrieben zu sein – vergleichbar etwa mit Paul Hindemiths Vorstellung einer Gebrauchsmusik. Beide Ansätze beeinflussten sich gegenseitig, so dass sich in Williams’ Œuvre – auch in den „ernsten“ Werken – immer wieder Anklänge oder direkte Zitate aus dem Folk finden.
Seine Falstaff-Oper Sir John in Love, fertiggestellt im Jahr 1928 und basierend auf William Shakespeare Komödie Die lustigen Weiber von Windsor, enthält eine ganze Reihe von Übernahmen englischer Volkslieder, darunter im dritten Akt das Lied Greensleeves sowie Lovely Joan im zweiten Akt. Ralph Greaves verknüpfte beide Lieder und arrangierte die Opernmusik für Streicher und Harfe (oder Klavier) sowie ein oder zwei optionale Flöten. Die Fantasia on Greensleeves wurde am 27. September 1934 vom BBC Symphony Orchestra in der Queen’s Hall unter der Leitung des Komponisten uraufgeführt.

## Musik
Die Fantasie besitzt einen dreiteiligen Aufbau in einer ABA-Form: Flöte und Harfe eröffnen die Fantasie mit einer kurzen Einleitung, bevor die Streicher sogleich das Greensleeves-Thema aufgreifen und umspielen, während die Harfe die Akkorde einstreut. Die Expressivität der Verarbeitung zeigt Ähnlichkeiten zu Williams’ Fantasia on a Theme by Thomas Tallis. Abrupt folgt die Überleitung zum lebhafteren Mittelteil, in dem die Melodie von Lovely Joan zunächst von den Streichern, dann von den Flöten und schließlich von beiden Gruppen aufgegriffen wird. Die Soloflöte leitet wieder zum Anfang über, nochmals erklingt Greensleeves. 
Es existieren zahlreiche weitere Bearbeitungen der Fantasie aus dritter Hand, darunter solche für Klavier, Orgel oder Klavier mit Soloinstrument.